# 시스테민

시스테민의 구조

시스테민(Systemin)은 폴리펩타이드성 식물호르몬으로 식물에 지속적으로 존재하지 않는 방어물질 생산 신호를 만들어 동반세포에서 자스몬산(지방산유도체)의 생합성을 개시한다.

## 같이 보기
- 플로리겐